# Петрова, Евдокия Алексеевна
Евдокия Алексеевна Петрова (или Евдокия Петровна Карцева; 15 сентября 1915 года — 19 июля 2002 года) — бывшая сотрудница советской разведки, офицер-шифровальщик, попросившая политическое убежище в Австралии, писательница.
Попросила политического убежища в Австралии 19 апреля 1954 года, после того, как 3 апреля убежище запросил ее супруг Владимир Петров, проработав в этой стране три года. Кадровый офицер НКВД СССР, Владимир Петров работал третьим секретарем советского посольства в Канберре, а его супруга Евдокия Петрова была шифровальщицей дипломатической миссии. 
В 1956 году получили гражданство Австралии и с тех пор уединенно проживали под чужими фамилиями (Свен и Мария Анна Эллисон) в Бентли, пригороде Мельбурна. 
В этом же году Петровы опубликовали книгу «Империя страха», вышедшую одновременно в Лондоне и Нью-Йорке.
Этот инцидент привел к международному скандалу, и стал причиной временного закрытия советского посольства в Канберре и высылки большого числа австралийских дипломатов из Москвы.